# Església de Sant Sever
L'església de Sant Sever es troba al carrer del mateix nom de Barcelona, molt a prop de la Catedral, i està catalogada com a bé cultural d'interès local. A diferència de la major part d'esglésies barcelonines, no va ser destruïda durant la Guerra Civil, i és per això que l'interior, un exemple del barroc català, s'ha conservat tan bé. Després d'anys tancada, va tornar a obrir, totalment restaurada, el febrer del 2025.

## Història
La comunitat de preveres de sant Sever es va crear el 1492 amb la butlla de fundació. Amb el pas dels segles, la comunitat va anar creixent, però no va disposar d'església pròpia fins que el 1691, els administradors Onofre Garau, Jaume Rialp, Llucià Marsal i Macià Armengol van aconseguir que el bisbe de Barcelona els atorgués una llicència per a edificar-la. L'emplaçament que es va triar va ser a la baixada de Santa Eulàlia, on hi havia tres cases que eren propietat de la mateixa comunitat.
Malgrat que hi va haver alguns problemes amb el capítol catedralici, que considerava que «la llicència [que] donà lo Rector de Sant Jaume als beneficiats de Sant Sever per fer la capella nova fou ab violència», finalment es va poder erigir el primer temple. L'arquitecte va ser Pau Termes, i entre els artistes que hi van intervenir hi havia Ramon Pinós, que era daurador i pintor, i Pasqual Bailon Savall, de qui Antoni Viladomat en va ser deixeble. Amb tot, la comunitat no va satisfer les seves necessitats amb aquesta església, i el 1698 van aprovar que se'n construís una de nova. Aquesta vegada, l'arquitecte va ser Jaume Arnaudies, que més tard va ser substituït per Joan Fiter.
Les obres van iniciar-se el 1699, i el 1700 la façana ja s'havia enllestit. De fet, la construcció anava tan ràpida que l'1 de gener del 1702 ja es va beneir l'església. Segons les cartes de pagament, el 23 de febrer del 1704 gairebé ja s'havien acabat totes les tasques constructives i el 1705, les decoratives. A banda dels arquitectes ja esmentats, a la fàbrica també hi van treballar Jeroni Escarabatxeres fent-hi els esgrafiats i la façana-retaule; Francesc Saladrigues va fer els vitralls, i Francesc Mas va ser el daurador. Les pintures El martiri de sant Sever i La prèdica de sant Sever han estat atribuïdes al pintor Joan Gallart, i sembla que podrien datar del 1701. En quant a Antoni Viladomat, hi ha qui considera que hi va contribuir amb les pintures que decoren les parets i la cúpula del presbiteri, fetes entre els anys 1745 i 1750. També se li ha atribuït una pintura de la Mare de Déu dels Dolors o La Dolorosa. Amb tot, també hi ha experts que apunten que podria ser un pintor italià, o bé un de català basant-se en models italians.
Un capítol a part va ser el del retaule major. Encara que l'església i la decoració es concloguessin el 1705, la zona del presbiteri va quedar coberta amb una cortina. Gairebé cinquanta anys més tard, el 1754, es va firmar un contracte entre els preveres de sant Sever i l'escultor Pere Costa, que n'havia de fer el retaule. A banda de convenir-hi el salari que havia de percebre, l'escultor es comprometia a tenir la peça enllestida abans del 31 de juliol del 1755, tot i que finalment va ser a l'octubre d'aquell mateix any.
Ja al segle xx, s'hi va haver d'intervenir per a fer-hi tasques de restauració. Així, el 1911, l'arquitecte Josep Maria Pericas i Morros es va encarregar dels esgrafiats de l'interior mentre que Darius Vidal va daurar de nou el retaule major. El 1929, es va enderrocar una casa adjacent per a obrir la plaça Garriga i Bachs. Com a conseqüència, el mur de l'església que quedava al descobert es va embellir amb una façana-cortina decorada amb escultures de Josep Llimona.
Des de l'any 2002, forma part del capítol de la Catedral de Barcelona.
El 2008, les pintures de Joan Gallart van haver de ser restaurades.

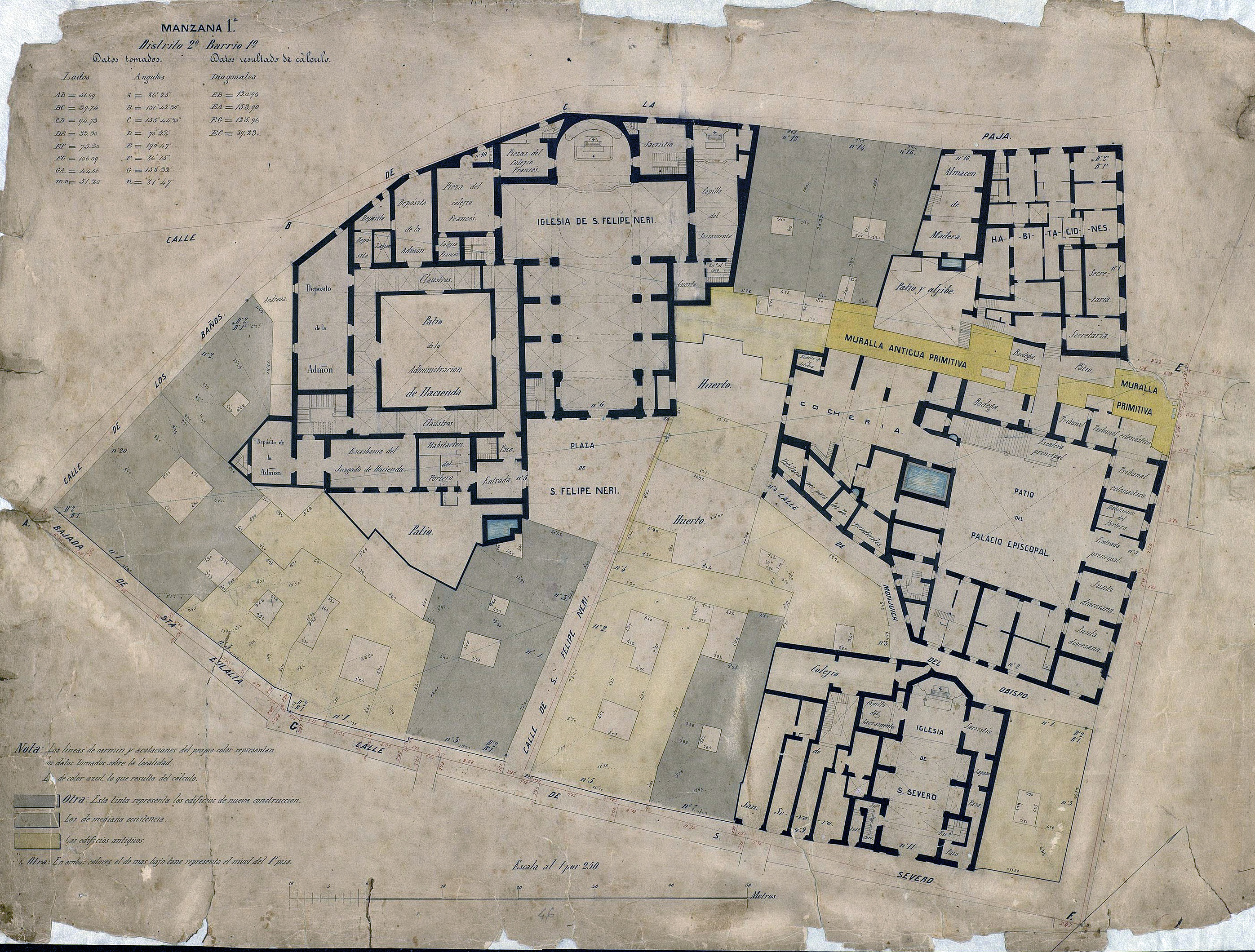
Quarteró núm. 46 de Garriga i Roca (c. 1860)

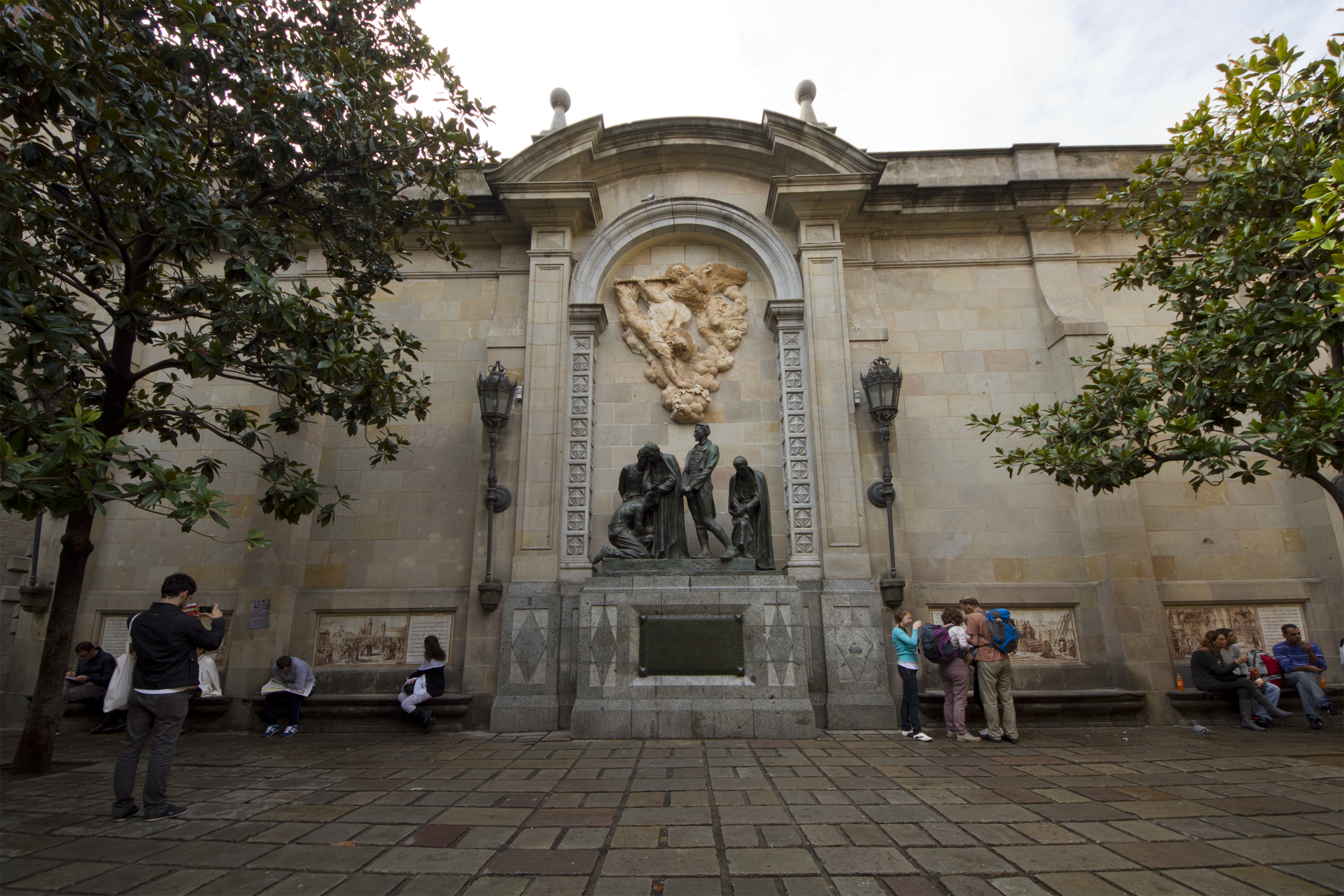
Façana decorada per Josep Llimona a la plaça Garriga i Bachs amb el Monument als herois de 1809

## Arquitectura
L'església està formada per una nau única a la qual s'hi afegeixen capelles laterals. A diferència del que passa a moltes altres esglésies, aquesta té la capçalera poligonal, gairebé quadrada. L'església, encara mirant-ho des de la planta, té tres cossos: un primer, format per l'atri, on hi ha la porta d'entrada, i un tram de volta d'aresta, més baixa que les altres; un segon, que comprèn els dos trams de voltes d'aresta del sistema de tancament i les obertures a les capelles laterals, i el tercer, que és el presbiteri. Pel que fa a l'alçat, en aquest primer tram a què s'ha fet referència, s'hi distingeixen dos nivells. L'inferior és el que dona accés al temple, mentre que el segon és on se situa el cor, amb l'orgue. El cos de la nau, malgrat que no té dos pisos, s'hi observen dos nivells als murs laterals. A la part de baix hi ha els arcs formers, les obertures per accedir a les capelles; a la de dalt, hi ha unes gelosies que amaguen les tribunes, un element que és característic del barroc català i que es podia trobar en altres esglésies, com la de Betlem de Barcelona, malgrat que ara han desaparegut.
Aquesta diferència d'espais té la seva traducció en l'alçat de la façana principal. Està formada per tres cossos: el central, més alt i corresponent a la nau, i els dos laterals, que tenen la seva correspondència en les capelles. Per fer la transició entre les dues alçades hi ha dos cossos còncaus que les enllacen.
La porta principal està configurada a través d'una façana-retaule. És a dir, la porta queda emmarcada, en aquest cas, per un parell de pilastres adossades a banda i banda que estan ornamentades amb motius geomètrics, com el fris. A sobre seu, hi ha un frontó semicircular, al timpà del qual s'hi inscriu l'escut de sant Sever. I, coronant-lo, com si fos l'àtic d'un retaule, una fornícula amb l'escultura del sant. Un xic més amunt, hi ha un òcul i, finalment, un frontó triangular fragmentat, amb trams que sobresurten i d'altres que s'enretiren.

### Retaule de sant Sever, obra de Pere Costa
Del conjunt de l'església en destaca especialment el retaule de sant Sever, obra de l'escultor Pere Costa. Aquest artista i les seves obres representen el moment culminant de la retaulística catalana, l'evolució de la qual es va iniciar al segle xvi, amb el pas d'obres eminentment pictòriques a obres mixtes de pintura i escultura, fins que al final d'aquesta mateixa centúria es va acabar imposant el gust per obres majoritàriament escultòriques. A partir d'aquest moment, i durant el segle xvii, es va anar produint un procés pel qual els retaules van anar abandonant la tradicional estructura reticular (una quadrícula que ajudava a organitzar-los) per anar atorgant més importància a la figura central, a l'advocació a la qual es dedicava la peça. Així, de mica en mica, es van anar configurant retaules com el de l'església de Sant Sever, és a dir, un marc escultòric i arquitectònic que feia la funció d'escenografia sobre la qual es disposaven les escultures, unes figures que van anar guanyant en narrativitat i dramatisme: 
| «                         | L'exemple de grans estructures retaulístiques del set-cents, com la del santuari del Miracle de Riner, amb l'escenogràfica dilatació il·lusionista dels seus flancs projectada sobre els murs de l'edifici, ens introdueix en l'ambiciós programa d'aquells escultors que cercaven crear ambients a l'interior dels quals els observadors sentissin una commoció visual i sensorial completa. | » |
| — Joaquim Garriga i Riera | |   |

És aquest l'efecte que es pot veure en l'obra de Pere Costa, que, com s'ha dit, és un dels artífexs d'aquesta transició i culminació de la retaulística catalana. L'escultor va dissenyar un retaule major organitzat a partir de tres nivells. L'inferior és el bancal i fa la funció de podi sobre el qual es recolza la resta de l'estructura. A continuació hi ha la façana de sant Sever, que és la part més important atès que hi apareix la figura del sant, que és l'advocació del retaule. L'estructura que pren és característica en bona part dels retaules d'aquest artista. S'hi pot veure un gran ordre arquitectònic compost amb els fusts de les columnes decorats amb canaladures i motius vegetals, tiges, que s'hi entortolliguen. A sobre dels capitells hi ha l'entaulament. Tanmateix, no és corregut, com acostuma a passar, sinó que es va fragmentant en diferents cossos que formen angles i volums sobresortints, cosa que contribueix a donar-li a l'estructura un joc de volums que transmet dinamisme. A això cal afegir-hi que a la part central l'entaulament pren forma semicircular per acollir-hi el nínxol on se situa la figura de sant Sever.
A través d'aquest marc arquitectònic, Pere Costa aconsegueix crear l'escenografia on situar-hi les figures. De fet, l'escultura de sant Sever, al centre, apareix dirigint la seva mirada vers el cel i obrint els braços i les mans. A més, sembla que una ràfega de vent li està fent voleiar el mantell. Quant a la iconografia, a sobre del seu cap hi ha un clau, símbol del seu martiri. Per altra banda, hi ha dues figures a banda i banda: a l'extrem esquerre des del punt de vista de l'espectador hi ha sant Josep amb el Nen, que porta la vara florida que tradicionalment identifica el seu pare; i al dret, santa Eulàlia, a qui es reconeix perquè sosté una creu amb forma d'aspa, tot recordant el darrer dels seus tretze martiris.
El tercer cos és l'àtic, lleugerament enretirat respecte el pis de sota. S'hi pot observar que l'escultor ha utilitzat el mateix joc de volums que crea l'entaulament trencat i semicircular, amb entrants i sortints. Al centre hi ha la figura de la Immaculada Concepció, acompanyada dels seus atributs iconogràfics habituals: un nimbe estrellat, la lluna i una serp.
La monumentalitat, doncs, és una de les característiques d'aquest retaule i també la creació d'un marc escenogràfic, la qual cosa queda encara més reforçada amb l'arquitectura fingida, el trompe-l'oeil, que Viladomat va pintar a les parets de la capçalera. Així, el retaule, que amb el joc de volums ja s'expandeix vers l'espectador, aconsegueix perllongar-se més enllà dels seus límits físics i anar enfora.